# Les Michetonneuses
Les Michetonneuses est un téléfilm français réalisé par Olivier Doran en 2018 d'après l'œuvre de Rose Émilien.

## Synopsis
Issues de la banlieue, Eden, Maya et Anissa sont trois amies. Tandis que les deux premières se fondent parmi les canons de beauté actuels, la troisième a beaucoup de mal à assumer ses rondeurs. Malgré tout, elles croquent la vie à pleines dents en espérant trouver l'amour. Se rendant à Paris, elles dépensent leur argent en produits de luxe et de mode. Mais bientôt des événements vont chambouler leur existence...

## Fiche technique
- Réalisation : Olivier Doran
- Scénario : Jacques Kirsner d'après le roman Les Michetonneuses de Rose Émilien
- Image : Myriam Vinocour
- Montage : Emmanuelle Baude
- Musique : Pascal Jambry
- Production : Jacques Kirsner et José Montes
- Sociétés de production : France Télévisions, Jem Productions
- Genre : Comédie
- Pays :  France
- Durée : 80 minutes (1 h 20)
- Date de diffusion : 5 août 2020 sur France 2

## Distribution
- Donia Eden : Eden
- Pauline Parigot : Maya
- Lorry Hardel : Anissa
- Nicolas Briançon : Xavier de Louhan
- Ilias Le Doré : Karim
- Farida Khelfa : Anna
- Paul Minthe : l'entraîneur d'Eden
- Olivier Doran : le lieutenant de Police
- Sandrine Rigaux : la directrice du magasin de sacs
- Pierre-Alain Leleu : Maître Pujol
- Marianne Basler : Bénédicte de Louhan, la femme de Xavier